# Helga Raschke

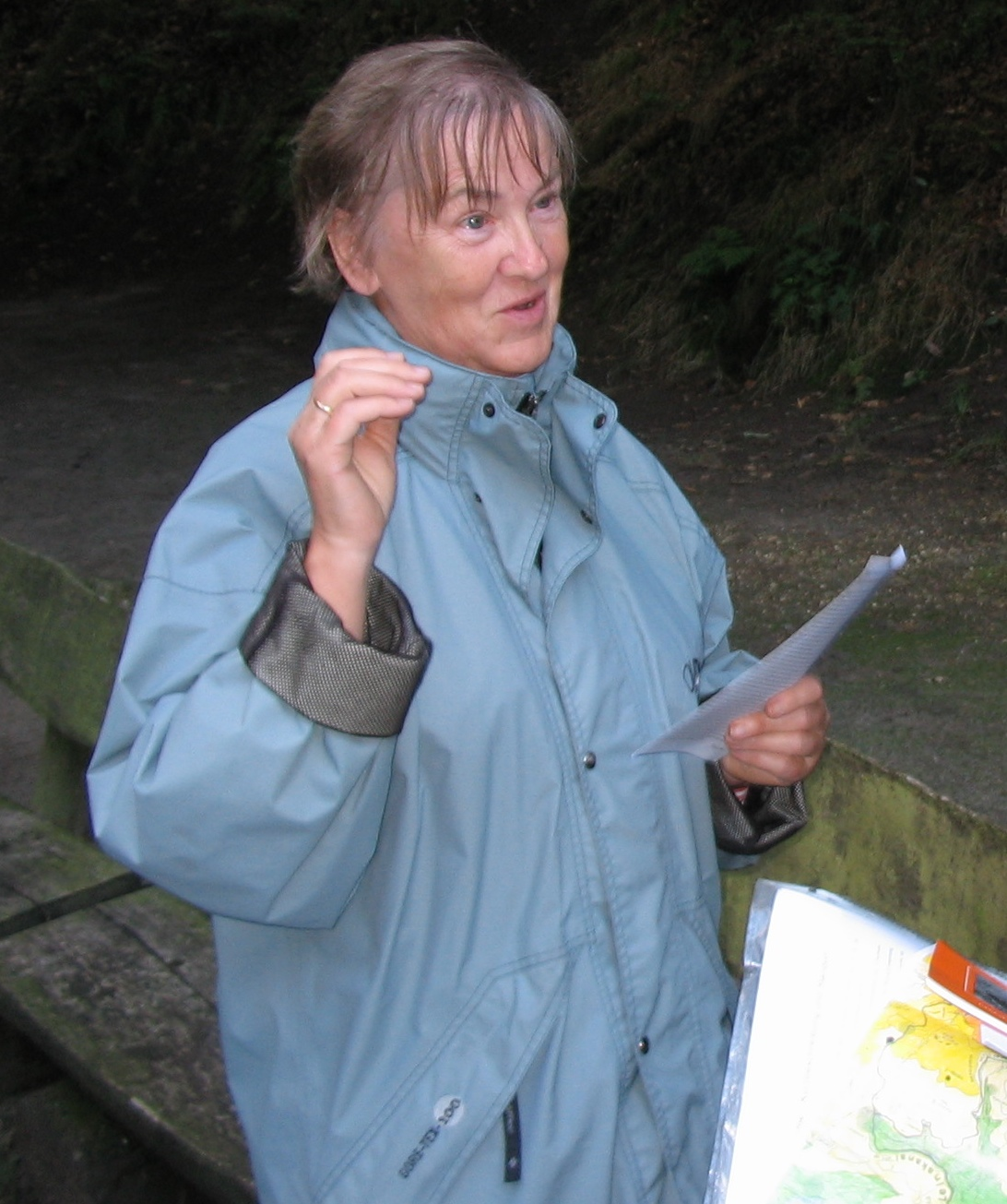
Helga Raschke bei einer Ortsbegehung (2006)

Helga Raschke (* 3. Juli 1935 in Gotha als Helga Tröber † 1. Februar 2025) war eine deutsche Ethnografin, Museologin, Heimatforscherin und Sachbuchautorin. Sie galt als Expertin für die Stadtgeschichte und regionale Volkskunde Gothas und seiner Umgebung.

## Biografie
Nach dem Abitur nahm Helga Raschke 1954 ein Studium der Museologie an der Fachschule für Museumsassistenten in Köthen (Anhalt) und Weißenfels (spätere Fachschule für Museologen Leipzig) auf, welches sie 1958 als eine der ersten Absolventinnen dieses damals neuen Studiengangs in der DDR als examinierte Museologin abschloss. Noch während dieses Studiums übernahm sie 1956 die Leitung des damaligen Museums der Stadt Nauen, die sie bis 1960 ausübte.
Ab 1960 war sie wissenschaftliche Mitarbeiterin am Gothaer Museum für Regionalgeschichte und Volkskunde mit Ekhof-Theater (seit 2013 Historisches Museum) in Gotha und von 1968 bis 1981 dessen Direktorin. Sie gab von 1969 bis 1980 die Gothaer Museumshefte mit eigenen Beiträgen zur Regionalgeschichte heraus. Parallel dazu begann Raschke 1965 ein Fernstudium der Ethnografie an der Humboldt-Universität zu Berlin, das sie 1970 als Diplom-Ethnografin abschloss.
Ab 1981 arbeitete Raschke als wissenschaftliche Mitarbeiterin an der in diesem Jahr neugegründeten Forschungsstelle für Regionalgeschichte der Akademie der Wissenschaften der DDR, an der sie ihre Dissertation „Klassen und Schichten von 1640 bis 1740 in Gotha“ anfertigte und von der sie im Jahre 1988 zum Dr. phil. promoviert wurde. Nach Abwicklung der Akademie der Wissenschaften nach dem Ende der DDR war sie bis zum Übergang in den Ruhestand wissenschaftliche Mitarbeiterin bei der Historischen Kommission zu Berlin.
Helga Raschke war verheiratet, hatte zwei Kinder und lebte in Gotha.

## Tätigkeit als Heimatforscherin und Autorin

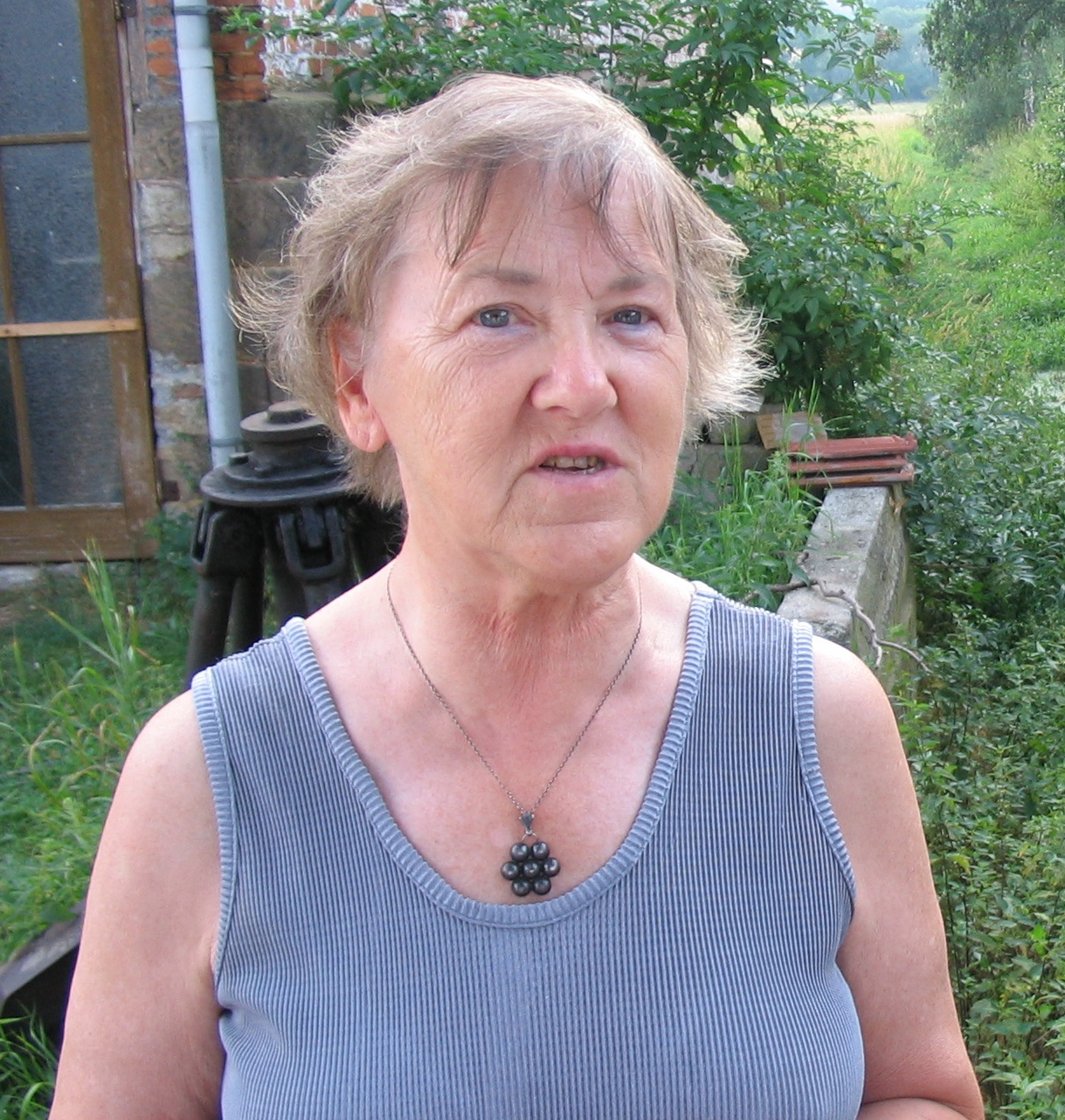
Helga Raschke (2008)

Raschkes Arbeiten befassten sich hauptsächlich mit heimatkundlichen Themen der Stadt und des Kreises Gotha. So erforschte sie zahlreiche volkskundliche Aspekte der allgemeinen Regionalgeschichte Gothas und seiner Umgebung vom 17. bis ins 20. Jahrhundert. Ihre Ergebnisse publizierte sie in Form zahlreicher Sachbücher und einiger wissenschaftlicher Veröffentlichungen. Seit 1964 beschäftigt sie sich mit zwei Themen, die bis dahin weiße Flecken in der Geschichte waren: Dem Leben und Wirken von Josef Ritter von Gadolla und den überwiegend jüdischen Häftlingen des im Jonastal bei Arnstadt lokalisierten Außenlagers S III des KZ Buchenwald. Sie war ab 1995 forschend und federführend an der durch die Stadt Gotha eingeleiteten juristischen und politischen Rehabilitierung Josef Ritter von Gadollas beteiligt. Ihre Ergebnisse publiziert sie in zahlreichen Sachbüchern, wissenschaftlichen Monographien und mehr als 200 Aufsätzen in Sammelwerken, Zeitschriften und Jahrbüchern.
Nach Eintritt in den Altersübergang seit 1991 widmete sie sich verstärkt der volkskundlichen und regionalgeschichtlichen Forschungs- und Publikationstätigkeit. Sie gab von 1991 bis 2004 für den Gothaer Regionalteil der Thüringer Allgemeine die heimatgeschichtliche Serie „Zwischen Fahner Höh’ und Rennsteig“ heraus und veröffentlichte darin mehr als 80 eigene Beiträge. Als Ethnografin hat sie die Volkskundliche Kommission für Thüringen e.V. mitgegründet, eine Gesellschaft zur Förderung der Volkskunde als Wissenschaft in Thüringen, und war von 1993 bis 1999 deren Vorsitzende.
Seit 1995 sammelte sie Schwarz-Weiß-Fotos aus der Zeit von Beginn der Fotografie bis in die 1970er-Jahre zum Alltagsleben in Thüringen und legte in ehrenamtlicher Arbeit für die Volkskundliche Kommission für Thüringen dazu eine Datenbank an, die bis 2013 bereits auf mehr als 7000 Fotos mit ihren Protokollen gewachsen war. Aus diesem Fundus veröffentlichte sie im Gothaer Regionalteil der Thüringer Allgemeinen die Serie „In der Fotokiste gestöbert“.
Darüber hinaus betätigte sich Raschke forschend und publizistisch im Rahmen ihrer Mitgliedschaften im Urania Kultur- und Bildungsverein (2013 aufgelöst), Gothaer Turnverein und Freundeskreis Leinakanal e.V. Die aktive Sportlerin hatte zum 150. Jubiläum des Turnvereins in ehrenamtlicher Arbeit die Publikation „Gehupft und gesprungen“ und eine Sonderausstellung im Museum für Regionalgeschichte und Volkskunde im Gothaer Schloss Friedenstein erarbeitet. Ihre heimatgeschichtlichen Kenntnisse vermittelte sie regelmäßig durch Vorträge.

## Auszeichnungen
- 1979 Verdienstmedaille der DDR
- 1985 Johannes-R.-Becher-Medaille in Silber
- Im Jahr 2000 verlieh die Stadt Gotha Helga Raschke für ihre Jahrzehnte langen Forschungen und Publikationen zur Gothaer Geschichte die Myconiusmedaille, die nach der Verleihung des Ehrenbürgerrechtes höchste Auszeichnung der Stadt Gotha.[4]
- 2002 Ehrenmitglied des Urania Kultur- und Bildungsvereins e.V. Gotha und des Gothaer Turnvereins 1860 e.V.
- 2003 Kulturpreis des Landkreises Gotha
- 2013 Ehrenplakette „Volkssolidarität Bundesverband e.V.“

## Werke und Veröffentlichungen
- Kultur und Natur am Leinakanal, Druckmedienzentrum Gotha, Gotha 2024, ISBN 978-3-939182-81-8
- Der Märtyrer: Josef Ritter von Gadolla und das Kriegsende in Gotha, Druckmedienzentrum Gotha, Gotha 2015, ISBN 978-3-947492-35-0
- Tine entdeckt das alte Gotha. Von der Villa bis zur Zerstörung des Grimmensteins., Hrsg. Freundeskreis Leinakanal e.V., Gotha 2014
- Gehupft und gesprungen. 150 Jahre Gothaer Turnverein 1860; Begleitband zur Ausstellung, 18. April bis 26. September 2010, Gotha, Schloss Friedenstein., Stiftung Schloß Friedenstein Gotha, Gotha 2010, ISBN 978-3-940998-07-1
- Gotha: weitbekannt – weltbekannt; ein Heimatbuch besonderer Art. Mit Fotografien von Lutz Ebhardt, Druckmedienzentrum Gotha, Eigenverlag, Gotha 2009, ISBN 978-3-939182-20-7
- Josef Ritter von Gadolla und die letzten Kriegstage in Gotha. Eigenverlag, Gotha 2007
- Leben und Arbeiten im nördlichen Thüringer Wald. Sutton Verlag, Erfurt 2006, ISBN 3-89702-946-4
- Ein Leben für die Volkskunde. Erinnerungen an Gotha, Köthen und Nauen 1949 – 1981. Eigenverlag, Gotha 2005
- In der Fotokiste gestöbert. Alltagsgeschichten aus Gotha, Eigenverlag, Gotha 2004
- Das Außenkommando SIII und die Bauvorhaben im Jonastal. Landeszentrale für Politische Bildung Thüringen, Erfurt 2003 und 2005, ISBN 3-931426-73-4
- Erinnerungen an Josef Ritter von Gadolla. (zus. mit Egon Ehrlich), Bundesministerium für Landesverteidigung, Wien 2003
- Gotha. Bewegte Zeiten – Die 50er Jahre. Wartberg Verlag, Gudensberg-Gleichen 2002
- Bevölkerung und Handwerk einer thüringischen Residenzstadt: Gotha zwischen 1640 und 1740. Quartus-Verlag, Bucha bei Jena 2001, ISBN 3-931505-45-6
- Mitherausgeber: Thüringer Hefte für Volkskunde. Zur Festkultur in Thüringen (2). Feste im Landkreis Gotha und im Unstrut-Hainich-Kreis. Tagungen in Bad Langensalza 1997, Kammerforst 1997 und Gotha 1999, Bd. 7, Erfurt 2001, ISSN 0944-2790
- Alltagsleben im Thüringer Wald in historischen Fotografien. Quartus-Verlag, Bucha bei Jena 2000, ISBN 3-931505-72-3
- Von Wasserknechten, Müllern, Gerbern und Leinafegern. Urania Kultur- und Bildungsverein e.V. Arbeitskreis Leinakanal, Gotha 2000
- Waschen. Schriften der Volkskundlichen Beratungs- und Dokumentationsstelle für Thüringen, Erfurt 1999
- Gotha: Alltagsimpressionen. Sutton Verlag, Erfurt 1999, ISBN 3-89702-146-3
- Mitherausgeber Thüringer Hefte für Volkskunde. Öffentlich feiern. Zur Festkultur in Thüringen (1) Tagungen in Erfurt 1996 und Kammerforst 1997. Bd. 6, Erfurt 1998, ISSN 0944-2790
- Gotha: Die Stadt und ihre Bürger. Geiger-Verlag, Horb am Neckar 1992 und 1996, ISBN 3-89264-725-9
- Residenzstadt Gotha: 1640 – 1918. Haack-Verlag, Gotha 1990, ISBN 3-7301-0889-1
- Klassen und Schichten von 1640 bis 1740 in Gotha. Dissertation A, Akademie der Wissenschaften der DDR, Berlin 1988
- Conrad Ekhof zum 200. Todestag. (zus. mit Museen der Stadt Gotha), Druckerei Fortschritt, BT Nordhausen 1978
- Gotha von den Anfängen der Besiedlung bis zur Gegenwart: Wegweiser durch die Ausstellung im Museum für Regionalgeschichte. Museum für Regionalgeschichte und Volkskunde Gotha, Gotha 1977

### Veröffentlichungen über Helga Raschke (ohne Zeitungsartikel)
- Michael Mitscherling: Volkskundler in der Deutschen Demokratischen Republik heute. Wien 1990, S. 120–121
- Wolfgang Möller: Meine Zeit mit Helga, Eigenverlag, Gotha 2003
- Klaus Petzold: Profile aus dem Landkreis Gotha. Gotha und Umgebung. Bürger unserer Zeit, Bd. I, Erfurt 2001, S. 267
- Auswahlbibliographie in: Thüringer Volkskundliche Mitteilungen, Folge 8, Heft 1, Juli 2000, S. 27–30
- Dieter Fechner / Hedwig Völkerling: Thüringer Autoren der Gegenwart. Ein Lexikon, Bucha bei Jena 2003, S. 152–153
- Auswahlbibliographie in: Thüringer Volkskundliche Mitteilungen, Folge 13, Heft 2, Dezember 2005, S. 33
- Gothaer Autoren. Urania 2006
- Vademekum der Geschichtswissenschaft 2005 ... zuletzt 2010/11, Franz Steiner Verlag, Stuttgart